# Miramenometokei
Miranometokéi :es una película paraguaya de drama, dirigida por Enrique Collar, con producción de Paraguay, estrenada en el año 2002. Fue la primera película digital paraguaya del siglo XXI. Fue rodada en Asunción, Luque y Altos en el año 2001 y la historia gira en torno a una joven muchacha llamada Victoria.

## Sinopsis
Victoria trata de construir su vida en un mundo de adultos donde todos y todo tienen precio. Debe trazar su destino intentando huir de su ambiente y su novio Aurelio. Cambios inesperados se suman cuando conoce a Alfredo. Pero existe un gran vacío que no logra llenar. Secretos, el azar, y la inevitable revancha de la inocencia perdida se encargarán de sellar el mapa misterioso que conduce a Victoria al lugar donde conociera a Alfredo.